# Любовь в прямом эфире
«Любовь в прямом эфире» (англ. Love Is on the Air) — американский детективный фильм 1937 года, снятый Ником Гриндом, в главных ролях снялись Рональд Рейган (это его дебют в кино), Джун Трэвис, Эдди Экафф, Роберт Бэррат, Реймонд Хэттон и Уиллард Паркер. Это первый из трёх ремейков фильма Пола Муни 1933 года «Привет, Нелли!». (Два других — «Ты не сможешь убежать навсегда» (1942) с Джорджем Брентом и «Дом через дорогу» (1949) с Уэйном Моррисом.) По иронии судьбы, в своём первом фильме Рейган снялся в роли радиодиктора, так как он только что переехал из Де-Мойна (штат Айова), где в течение почти 5 лет после окончания колледжа работал спортивным радиокомментатором на играх «Чикаго Кабс», футбольных матчах «Большой десятки» и титульных боях.

## Сюжет
Энди Маккейн — первоклассный криминальный радиорепортёр. Однако его разоблачения коррупции в высших эшелонах городской власти создают ему проблемы со спонсором его шоу, Э. Э. Николсом, который находится в сговоре с гангстером Найси Фергюсоном. Отныне Маккейна заставляют вести безобидную детскую программу.

## В ролях
- Рональд Рейган — Энди Маккейн
- Джун Трэвис — Джо Хопкинс
- Эдди Экафф[англ.] — «Данк» Гловер
- Роберт Бэррат — Джей Ди Харрингтон
- Реймонд Хэттон — Уэстон
- Уиллард Паркер — Лес Куимби
- Уильям Хоппер — Эдди Гульд
- Линн Робертс (в титрах как Мэри Харт) — миссис Джордж Копелин